# Era (divinità)
Era (in greco antico: Ἥρα?, Hḕrā) (pron. /hɛːraː/), è una dea della religione dell'antica Grecia, figlia di Crono e Rea.
Nella religione dell'antica Grecia Era è una delle divinità più importanti, dea del matrimonio, della fedeltà coniugale e del parto. In quanto sposa di Zeus, è considerata la sovrana dell'Olimpo, ed i suoi simboli sono la melagrana, la vacca ed il pavone.
Era veniva ritratta come una figura maestosa e solenne, spesso seduta sul trono mentre porta come corona il "polos", il tipico copricapo di forma cilindrica indossato dalle dee madri più importanti di numerose culture antiche. In mano stringeva una melagrana, simbolo di fertilità e di morte usato anche per evocare, grazie alla somiglianza della sua forma, il papavero da oppio. Omero definì la dea "boopide", ovvero dagli occhi bovini, per l'intensità del suo regale sguardo.
I templi di Era, costruiti in due dei luoghi in cui il suo culto fu particolarmente sentito, l'isola di Samo e l'Argolide, risalgono all'VIII secolo a.C. e furono i primissimi esempi di tempio greco monumentale della storia (si tratta rispettivamente dell'Heraion di Samo e dell'Heraion di Argo).
Nella religione romana la sua figura corrisponde a quella di Giunone.

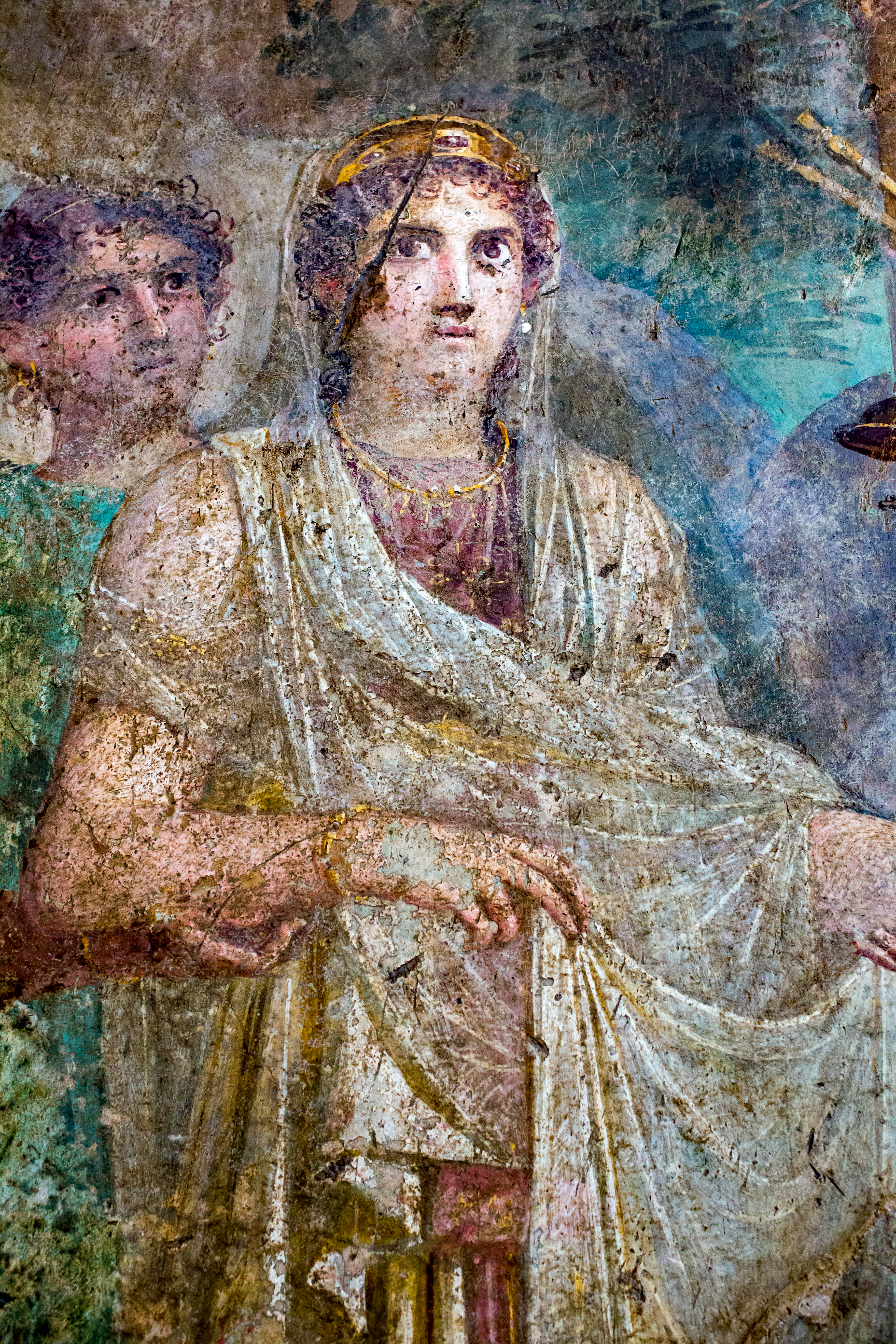
Hera su un antico affresco di Pompei

## Etimologia
Il nome "Era" potrebbe avere numerose diverse etimologie contrastanti l'una con l'altra. Una prima possibilità è di metterlo in relazione con "hora" (stagione), e di interpretarlo come "pronta per il matrimonio". Alcuni studiosi ritengono che possa significare "padrona" intendendolo come un derivato femminile della parola "heros" (signore). C'è chi propone che significhi "giovane vacca" o "giovenca", in conformità con il comune epiteto a lei riferito di βοῶπις (boòpis, "dall'occhio bovino"). La voce "E-Ra" è comunque già presente nelle più antiche tavolette micenee. Tutto questo indica però che, a differenza di quanto accade per altri dèi greci come Zeus e Poseidone, l'origine del nome di Era non può essere ascritta con sicurezza né alla lingua greca né in genere ad una lingua indoeuropea. Alcuni aspetti del suo culto sembrano suggerire che Era sia in realtà una figura sopravvissuta, con alcuni adattamenti, da antichi culti minoici e pelasgici e si rifaccia ad una "grande dea madre" adorata in quelle culture.
L'importanza di Hera fin dall'età arcaica è testimoniata dai grandi edifici di culto che vennero realizzati in suo onore.

## Genealogia
Figlia di Crono e Rea, sorella di Demetra, Estia, Ade, Poseidone e Zeus, e moglie di quest'ultimo, divenne con lui madre di Ares, Ebe e Ilizia, a cui alcune fonti aggiungono Eris e Enio. Ebbe anche Efesto, a seconda delle versioni figlio di Zeus o concepito dalla sola Era.
Altri la dicono madre di Prometeo che ella generò al titano Eurimedonte.
Alcuni autori latini le attribuiscono anche Tifone e le Cariti che invece, secondo altri autori, avevano altre madri.

### Genealogia (Esiodo)
|                   |                   |                   |                   |                   |                   |      |      |      |      |      |      |  |  |        |        |        |        |          |        |   |   |          |          |          |          |          |          |  |  |           |           |           |           |           |           |  |  |     |     |     |     |     |     |  |  |         |         |         |         |         |         |  |  |       |       |       |       |       |       |
|                   |                   |                   |                   |                   |                   |      |      |      |      |      |      |  |  |        |        |        |        |          |        |   |   | Urano    | Urano    | Urano    | Urano    | Urano    | Urano    |  |  | Gea       | Gea       | Gea       | Gea       | Gea       | Gea       |  |  |     |     |     |     |     |     |  |  |         |         |         |         |         |         |  |  |       |       |       |       |       |       |
|                   |                   |                   |                   |                   |                   |      |      |      |      |      |      |  |  |        |        |        |        |          |        |   |   | Urano    | Urano    | Urano    | Urano    | Urano    | Urano    |  |  | Gea       | Gea       | Gea       | Gea       | Gea       | Gea       |  |  |     |     |     |     |     |     |  |  |         |         |         |         |         |         |  |  |       |       |       |       |       |       |
|                   |                   |                   |                   |                   |                   |      |      |      |      |      |      |  |  |        |        |        |        |          |        |   |   |          |          |          |          |          |          |  |  |           |           |           |           |           |           |  |  |     |     |     |     |     |     |  |  |         |         |         |         |         |         |  |  |       |       |       |       |       |       |
|                   |                   |                   |                   |                   |                   |      |      |      |      |      |      |  |  |        |        |        |        |          |        |   |   |          |          |          |          |          |          |  |  |           |           |           |           |           |           |  |  |     |     |     |     |     |     |  |  |         |         |         |         |         |         |  |  |       |       |       |       |       |       |
| Genitali di Urano | Genitali di Urano | Genitali di Urano | Genitali di Urano | Genitali di Urano | Genitali di Urano |      |      |      |      |      |      |  |  |        |        |        |        |          |        |   |   | Crono    | Crono    | Crono    | Crono    | Crono    | Crono    |  |  | Rea       | Rea       | Rea       | Rea       | Rea       | Rea       |  |  |     |     |     |     |     |     |  |  |         |         |         |         |         |         |  |  |       |       |       |       |       |       |
| Genitali di Urano | Genitali di Urano | Genitali di Urano | Genitali di Urano | Genitali di Urano | Genitali di Urano |      |      |      |      |      |      |  |  |        |        |        |        |          |        |   |   | Crono    | Crono    | Crono    | Crono    | Crono    | Crono    |  |  | Rea       | Rea       | Rea       | Rea       | Rea       | Rea       |  |  |     |     |     |     |     |     |  |  |         |         |         |         |         |         |  |  |       |       |       |       |       |       |
|                   |                   |                   |                   |                   |                   |      |      |      |      |      |      |  |  |        |        |        |        |          |        |   |   |          |          |          |          |          |          |  |  |           |           |           |           |           |           |  |  |     |     |     |     |     |     |  |  |         |         |         |         |         |         |  |  |       |       |       |       |       |       |
|                   |                   |                   |                   |                   |                   |      |      |      |      |      |      |  |  |        |        |        |        |          |        |   |   |          |          |          |          |          |          |  |  |           |           |           |           |           |           |  |  |     |     |     |     |     |     |  |  |         |         |         |         |         |         |  |  |       |       |       |       |       |       |
|                   |                   |                   |                   |                   |                   | Zeus | Zeus | Zeus | Zeus | Zeus | Zeus |  |  |        |        |        |        |          |        |   |   | Era      | Era      | Era      | Era      | Era      | Era      |  |  | Poseidone | Poseidone | Poseidone | Poseidone | Poseidone | Poseidone |  |  | Ade | Ade | Ade | Ade | Ade | Ade |  |  | Demetra | Demetra | Demetra | Demetra | Demetra | Demetra |  |  | Estia | Estia | Estia | Estia | Estia | Estia |
|                   |                   |                   |                   |                   |                   | Zeus | Zeus | Zeus | Zeus | Zeus | Zeus |  |  |        |        |        |        |          |        |   |   | Era      | Era      | Era      | Era      | Era      | Era      |  |  | Poseidone | Poseidone | Poseidone | Poseidone | Poseidone | Poseidone |  |  | Ade | Ade | Ade | Ade | Ade | Ade |  |  | Demetra | Demetra | Demetra | Demetra | Demetra | Demetra |  |  | Estia | Estia | Estia | Estia | Estia | Estia |
|                   |                   |                   |                   |                   |                   |      |      |      |      |      |      |  |  |        |        |        |        |          |        |   |   |          |          |          |          |          |          |  |  |           |           |           |           |           |           |  |  |     |     |     |     |     |     |  |  |         |         |         |         |         |         |  |  |       |       |       |       |       |       |
|                   |                   |                   |                   |                   |                   |      |      |      |      |      |      |  |  |        |        |        |        |          |        |   |   |          |          |          |          |          |          |  |  |           |           |           |           |           |           |  |  |     |     |     |     |     |     |  |  |         |         |         |         |         |         |  |  |       |       |       |       |       |       |
|                   |                   |                   |                   |                   |                   |      |      |      |      |      |      |  |  |        |        |        |        |          |        | a |   |          |          |          |          |          |          |  |  |           |           |           |           |           |           |  |  |     |     |     |     |     |     |  |  |         |         |         |         |         |         |  |  |       |       |       |       |       |       |
|                   |                   |                   |                   |                   |                   |      |      |      |      |      |      |  |  |        |        |        |        |          |        |   |   |          |          | b        |          |          |          |  |  |           |           |           |           |           |           |  |  |     |     |     |     |     |     |  |  |         |         |         |         |         |         |  |  |       |       |       |       |       |       |
|                   |                   |                   |                   |                   |                   |      |      |      |      |      |      |  |  |        |        |        |        |          |        |   |   |          |          |          |          |          |          |  |  |           |           |           |           |           |           |  |  |     |     |     |     |     |     |  |  |         |         |         |         |         |         |  |  |       |       |       |       |       |       |
|                   |                   |                   |                   |                   |                   |      |      |      |      |      |      |  |  | Ares   | Ares   | Ares   | Ares   | Ares     | Ares   |   |   | Efesto   | Efesto   | Efesto   | Efesto   | Efesto   | Efesto   |  |  |           |           |           |           |           |           |  |  |     |     |     |     |     |     |  |  |         |         |         |         |         |         |  |  |       |       |       |       |       |       |
|                   |                   |                   |                   |                   |                   |      |      |      |      |      |      |  |  | Ares   | Ares   | Ares   | Ares   | Ares     | Ares   |   |   | Efesto   | Efesto   | Efesto   | Efesto   | Efesto   | Efesto   |  |  | Meti      |           |           |           |           |           |  |  |     |     |     |     |     |     |  |  |         |         |         |         |         |         |  |  |       |       |       |       |       |       |
|                   |                   |                   |                   |                   |                   |      |      |      |      |      |      |  |  |        |        |        |        |          |        |   |   |          |          |          |          |          |          |  |  |           |           |           |           |           |           |  |  |     |     |     |     |     |     |  |  |         |         |         |         |         |         |  |  |       |       |       |       |       |       |
|                   |                   |                   |                   |                   |                   |      |      |      |      |      |      |  |  |        |        |        |        | Atena    |        |   |   |          |          |          |          |          |          |  |  |           |           |           |           |           |           |  |  |     |     |     |     |     |     |  |  |         |         |         |         |         |         |  |  |       |       |       |       |       |       |
|                   |                   |                   |                   |                   |                   |      |      |      |      |      |      |  |  |        |        |        |        |          |        |   |   |          |          |          |          |          |          |  |  | Latona    |           |           |           |           |           |  |  |     |     |     |     |     |     |  |  |         |         |         |         |         |         |  |  |       |       |       |       |       |       |
|                   |                   |                   |                   |                   |                   |      |      |      |      |      |      |  |  |        |        |        |        |          |        |   |   |          |          |          |          |          |          |  |  |           |           |           |           |           |           |  |  |     |     |     |     |     |     |  |  |         |         |         |         |         |         |  |  |       |       |       |       |       |       |
|                   |                   |                   |                   |                   |                   |      |      |      |      |      |      |  |  |        |        |        |        |          |        |   |   |          |          |          |          |          |          |  |  |           |           |           |           |           |           |  |  |     |     |     |     |     |     |  |  |         |         |         |         |         |         |  |  |       |       |       |       |       |       |
|                   |                   |                   |                   |                   |                   |      |      |      |      |      |      |  |  |        |        |        |        |          |        |   |   |          |          |          |          |          |          |  |  |           |           |           |           |           |           |  |  |     |     |     |     |     |     |  |  |         |         |         |         |         |         |  |  |       |       |       |       |       |       |
|                   |                   |                   |                   |                   |                   |      |      |      |      |      |      |  |  | Apollo | Apollo | Apollo | Apollo | Apollo   | Apollo |   |   | Artemide | Artemide | Artemide | Artemide | Artemide | Artemide |  |  |           |           |           |           |           |           |  |  |     |     |     |     |     |     |  |  |         |         |         |         |         |         |  |  |       |       |       |       |       |       |
|                   |                   |                   |                   |                   |                   |      |      |      |      |      |      |  |  | Apollo | Apollo | Apollo | Apollo | Apollo   | Apollo |   |   | Artemide | Artemide | Artemide | Artemide | Artemide | Artemide |  |  | Maia      |           |           |           |           |           |  |  |     |     |     |     |     |     |  |  |         |         |         |         |         |         |  |  |       |       |       |       |       |       |
|                   |                   |                   |                   |                   |                   |      |      |      |      |      |      |  |  |        |        |        |        |          |        |   |   |          |          |          |          |          |          |  |  |           |           |           |           |           |           |  |  |     |     |     |     |     |     |  |  |         |         |         |         |         |         |  |  |       |       |       |       |       |       |
|                   |                   |                   |                   |                   |                   |      |      |      |      |      |      |  |  |        |        |        |        | Ermes    |        |   |   |          |          |          |          |          |          |  |  |           |           |           |           |           |           |  |  |     |     |     |     |     |     |  |  |         |         |         |         |         |         |  |  |       |       |       |       |       |       |
|                   |                   |                   |                   |                   |                   |      |      |      |      |      |      |  |  |        |        |        |        |          |        |   |   |          |          |          |          |          |          |  |  | Semele    |           |           |           |           |           |  |  |     |     |     |     |     |     |  |  |         |         |         |         |         |         |  |  |       |       |       |       |       |       |
|                   |                   |                   |                   |                   |                   |      |      |      |      |      |      |  |  |        |        |        |        |          |        |   |   |          |          |          |          |          |          |  |  |           |           |           |           |           |           |  |  |     |     |     |     |     |     |  |  |         |         |         |         |         |         |  |  |       |       |       |       |       |       |
|                   |                   |                   |                   |                   |                   |      |      |      |      |      |      |  |  |        |        |        |        | Dioniso  |        |   |   |          |          |          |          |          |          |  |  |           |           |           |           |           |           |  |  |     |     |     |     |     |     |  |  |         |         |         |         |         |         |  |  |       |       |       |       |       |       |
|                   |                   |                   |                   |                   |                   |      |      |      |      |      |      |  |  |        |        |        |        |          |        |   |   |          |          |          |          |          |          |  |  | Dione     |           |           |           |           |           |  |  |     |     |     |     |     |     |  |  |         |         |         |         |         |         |  |  |       |       |       |       |       |       |
|                   |                   |                   |                   |                   |                   |      |      |      |      |      |      |  |  |        |        |        |        |          |        |   |   |          |          |          |          |          |          |  |  |           |           |           |           |           |           |  |  |     |     |     |     |     |     |  |  |         |         |         |         |         |         |  |  |       |       |       |       |       |       |
| a                 | a                 | a                 | a                 | a                 | a                 |      |      |      |      |      |      |  |  |        |        |        |        |          |        | b | b | b        | b        | b        | b        |          |          |  |  |           |           |           |           |           |           |  |  |     |     |     |     |     |     |  |  |         |         |         |         |         |         |  |  |       |       |       |       |       |       |
| a                 | a                 | a                 | a                 | a                 | a                 |      |      |      |      |      |      |  |  |        |        |        |        |          |        | b | b | b        | b        | b        | b        |          |          |  |  |           |           |           |           |           |           |  |  |     |     |     |     |     |     |  |  |         |         |         |         |         |         |  |  |       |       |       |       |       |       |
|                   |                   |                   |                   |                   |                   |      |      |      |      |      |      |  |  |        |        |        |        |          |        |   |   |          |          |          |          |          |          |  |  |           |           |           |           |           |           |  |  |     |     |     |     |     |     |  |  |         |         |         |         |         |         |  |  |       |       |       |       |       |       |
|                   |                   |                   |                   |                   |                   |      |      |      |      |      |      |  |  |        |        |        |        | Afrodite |        |   |   |          |          |          |          |          |          |  |  |           |           |           |           |           |           |  |  |     |     |     |     |     |     |  |  |         |         |         |         |         |         |  |  |       |       |       |       |       |       |

## Culto

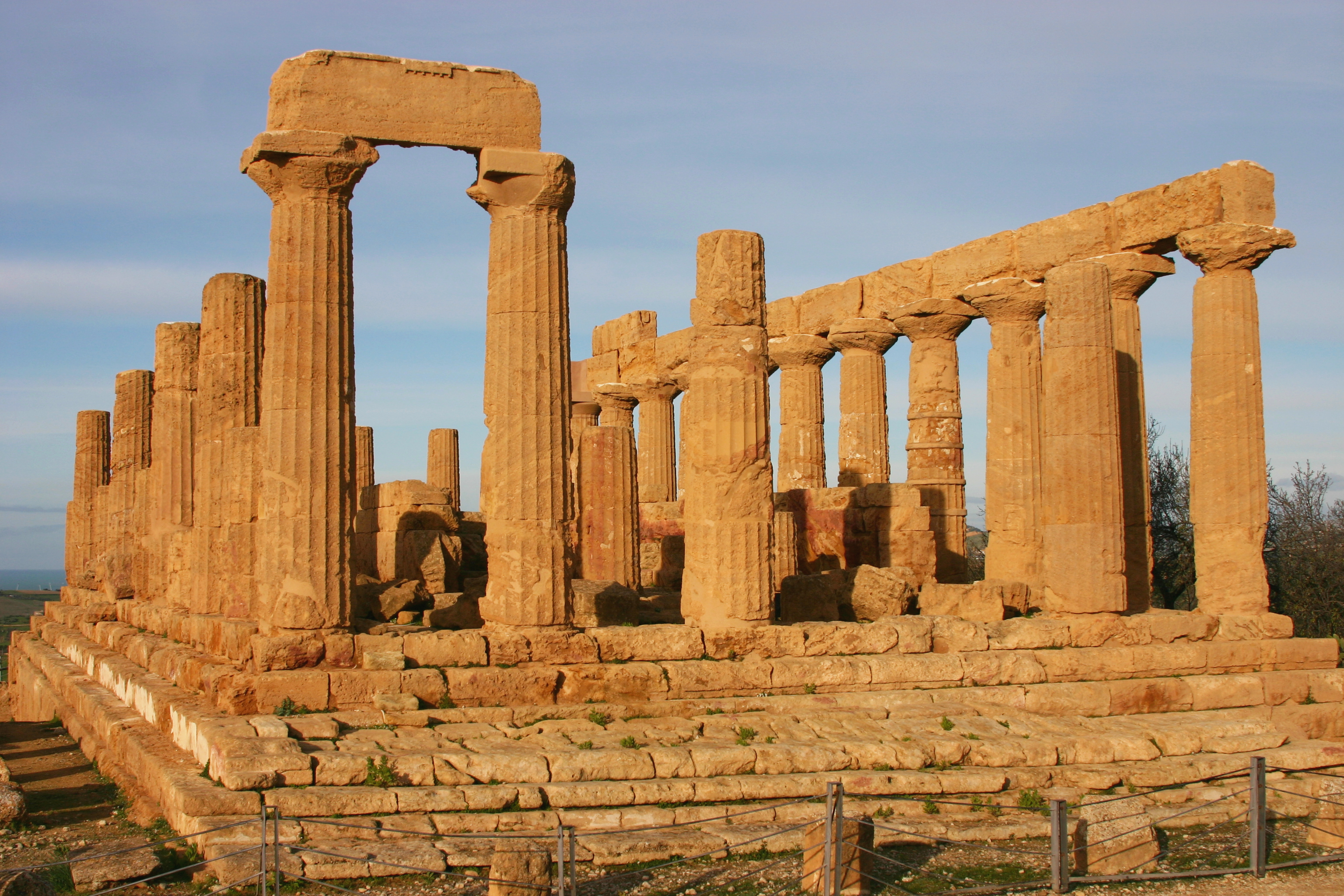
Il tempio di Hera ad Agrigento, Sicilia,

Il culto di Era, adorata come "Era di Argo" (Hera Argeia), fu particolarmente vivo nel suo santuario che si trovava tra le città-stato micenee di Argo e Micene, dove si tenevano le celebrazioni in suo onore chiamate Heraia. L'altro principale centro dedicato al suo culto si trovava nell'isola di Samo. Templi dedicati ad Era sorgevano anche ad Olimpia, Corinto, Tirinto,  Perachora. e sulla sacra isola di Delo. Nella Magna Grecia, a Paestum, quello che per lungo tempo fu creduto essere il tempio di Poseidone, negli anni cinquanta si è scoperto che in realtà era un secondo tempio dedicato ad Era. Inoltre vi era un tempio dedicato alla dea anche a Capo Colonna, il tempio di Hera Lacinia
Nella cultura greca classica, gli altari venivano costruiti a cielo aperto. Era potrebbe essere stata la prima divinità a cui fu dedicato un tempio dotato di un tetto chiuso, che fu eretto circa nell'800 a.C. a Samo, e fu successivamente sostituito dall'Heraion, uno dei templi greci più grandi in assoluto. I santuari più antichi, per i quali vi sono meno certezze circa la divinità a cui erano dedicati, erano realizzati secondo un modello Miceneo chiamato "casa-santuario". Gli scavi archeologici di Samo hanno portato alla luce offerte votive, molte delle quali risalenti all'VIII e VII secolo a.C., che rivelano come Era non fosse considerata soltanto una dea greca locale di ambiente egeo: attualmente il museo raccoglie statuette che rappresentano dèi, supplici e offerte votive di altro tipo provenienti dall'Armenia, da Babilonia, dalla Persia, dall'Assiria e dall'Egitto, a testimonianza dell'alta considerazione di cui godeva questo santuario e del grande flusso di pellegrini che attirava.
Sull'isola Eubea ogni sessant'anni si celebravano le Grandi Dedalee, dei riti dedicati ad Era.
Nelle raffigurazioni ellenistiche il carro di Era era trainato da pavoni, una specie di uccello che in Grecia è rimasta sconosciuta fino alle conquiste di Alessandro: Aristotele, l'istitutore di Alessandro si riferiva a quest'animale come all'"uccello persiano". Il motivo artistico del pavone fu riportato molto più tardi in voga dall'iconografia rinascimentale, che fondeva tra loro le figure di Era e Giunone. In epoca arcaica, un periodo durante il quale ad ogni dea dell'area egea era associato il "suo" uccello, veniva associato ad Era anche il cuculo che appare in alcuni frammenti che raccontano la leggenda dei primi corteggiamenti alla vergine Era da parte di Zeus.

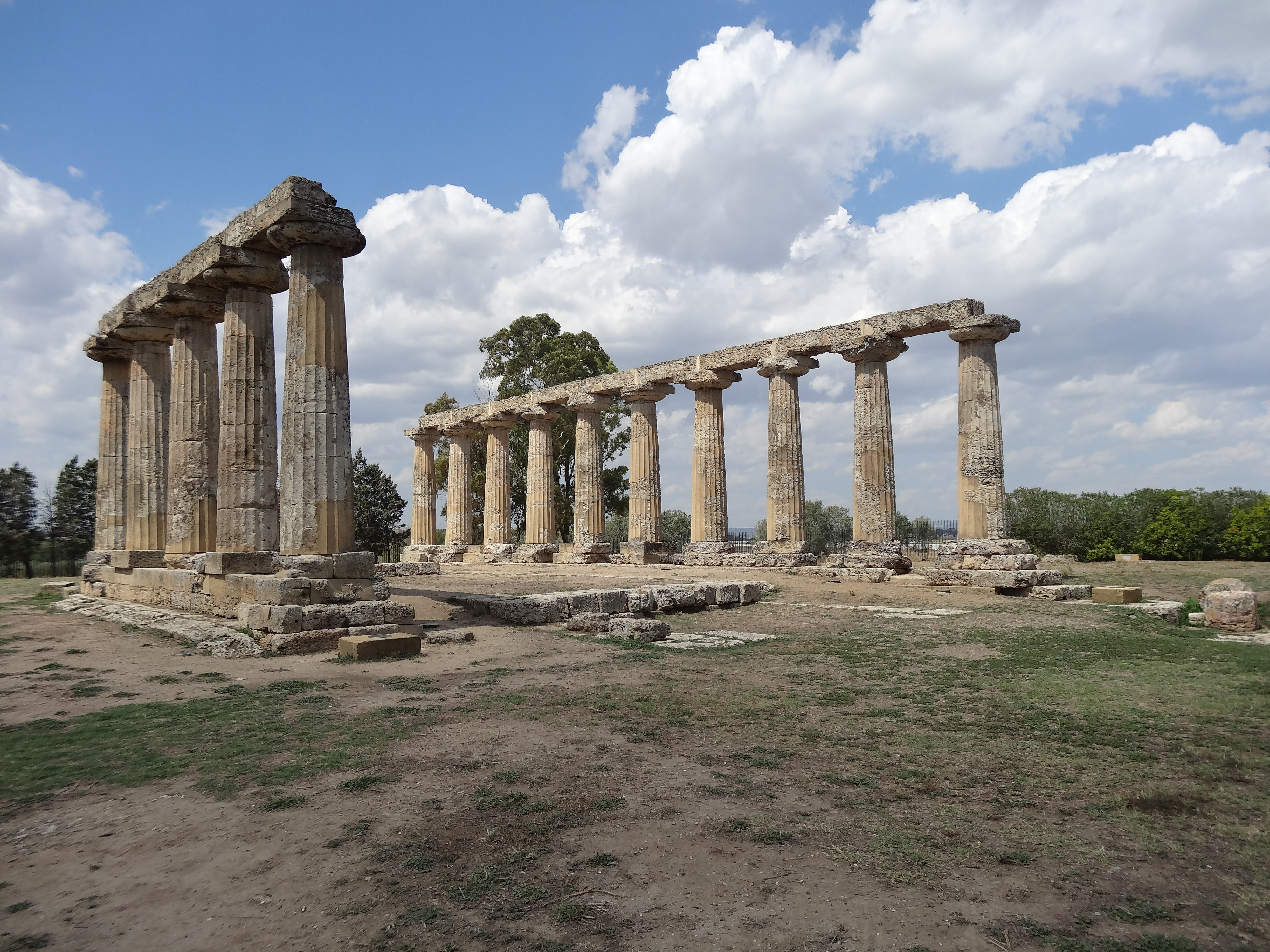
Il tempio di Hera a Metaponto, Magna Grecia

Nei tempi più antichi la sua associazione più importante era quella con il bestiame, come dea degli armenti, venerata specialmente nell'isola Eubea detta "ricca di mandrie". Il suo epiteto più comune nei poemi omerici, "boopis", viene sempre tradotto "dall'occhio bovino" dal momento che, come i Greci dell'età classica, la nostra cultura rifiuta la più naturale traduzione "dal volto di vacca" o "dall'aspetto di vacca": un'Era dalla testa bovina come il Minotauro verrebbe percepita come un oscuro e spaventoso demone. Tuttavia sull'isola di Cipro sono stati trovati dei teschi di toro adattati ad essere usati come maschera, il che suggerisce un probabile antico culto dedicato a divinità con un simile aspetto.
Altri suoi tipici epiteti furono:
- θεὰ λευκώλενος (theà leukòlenos): la dea dalle bianche braccia.
- χρυσόθρονος (khrusòthronos): dal trono d'oro.
- εὔκομος (èukomos): dagli splendidi capelli.

La melagrana, antico simbolo dell'arcaica Grande Dea Madre, continuò ad essere usato come simbolo di Era: molte delle melagrane e dei papaveri da oppio votivi trovati negli scavi di Samo sono realizzate in avorio, materiale che resiste all'usura del tempo meglio del legno, con il quale dovevano essere invece comunemente realizzati. Al pari delle altre dee, Era veniva ritratta mentre indossava un diadema e con un velo sul capo.

## Mitologia
Appena nata, da bambina, fu brutalmente ingoiata dal padre insieme ai fratelli ma grazie ad uno stratagemma di Zeus e Poseidone, anche lui salvato dalla madre nascondendolo in un branco di cavalli, il padre rigurgitò i figli. Fu allevata nella casa di Oceano e Teti e poi nel giardino delle Esperidi (oppure secondo altre fonti, sulla cima del monte Ida).
La sua continua lotta contro i tradimenti del consorte Zeus diede origine al tema ricorrente della "Gelosia di Era" che rappresenta lo spunto per quasi tutte le leggende e gli aneddoti relativi al suo culto.
Era, molto gelosa dei tradimenti del marito, odiava soprattutto Eracle, suo figliastro, in quanto Eracle era il preferito di Zeus. La natura umana dell'eroe portò Era ad odiare tutto il genere umano: conosciuta come la più vendicativa fra gli dèi, spesso usava gli uomini come autori del suo volere distruttivo. Era sceglieva i suoi guerrieri spedendo loro delle piume di pavone, animale a lei sacro.

### Era nell'Iliade
Si dice che Era, durante la guerra di Troia, fosse schierata dalla parte dei greci, a causa del suo odio per Paride e per Afrodite.
Prima parte del libro IV dell'Iliade
«...Dice accigliato Zeus:
-Atena ed Era parteggiano per Menelao, sì: ma si limitano a guardare e a sorridergli.
Tu invece, Afrodite, sei scesa a salvare Paride che, pure, era stato sconfitto e meritava quindi la morte. Sono stanco di questa guerra.
Finiamola. Concediamo Elena a Menelao, e sia finita. Subito Era ribatté:-No!Non voglio che ci sia pace, fino a quando Troia non sarà distrutta!
-Ma che ti hanno fatto di male, Priamo e i suoi figli, che tu li voglia vedere distrutti? Bada, Era, se vuoi che Troia perisca, un giorno sarò io che vorrò vedere annientata una città che t'è cara!
-E sia! Se vuoi-afferma l'inesorabile Dea-distruggi pure Atene o Sparta o Argo mie dilette città: non mi opporrò al tuo volere! Ma tu non opporti al mio [volere]!...».

### Era e i figli

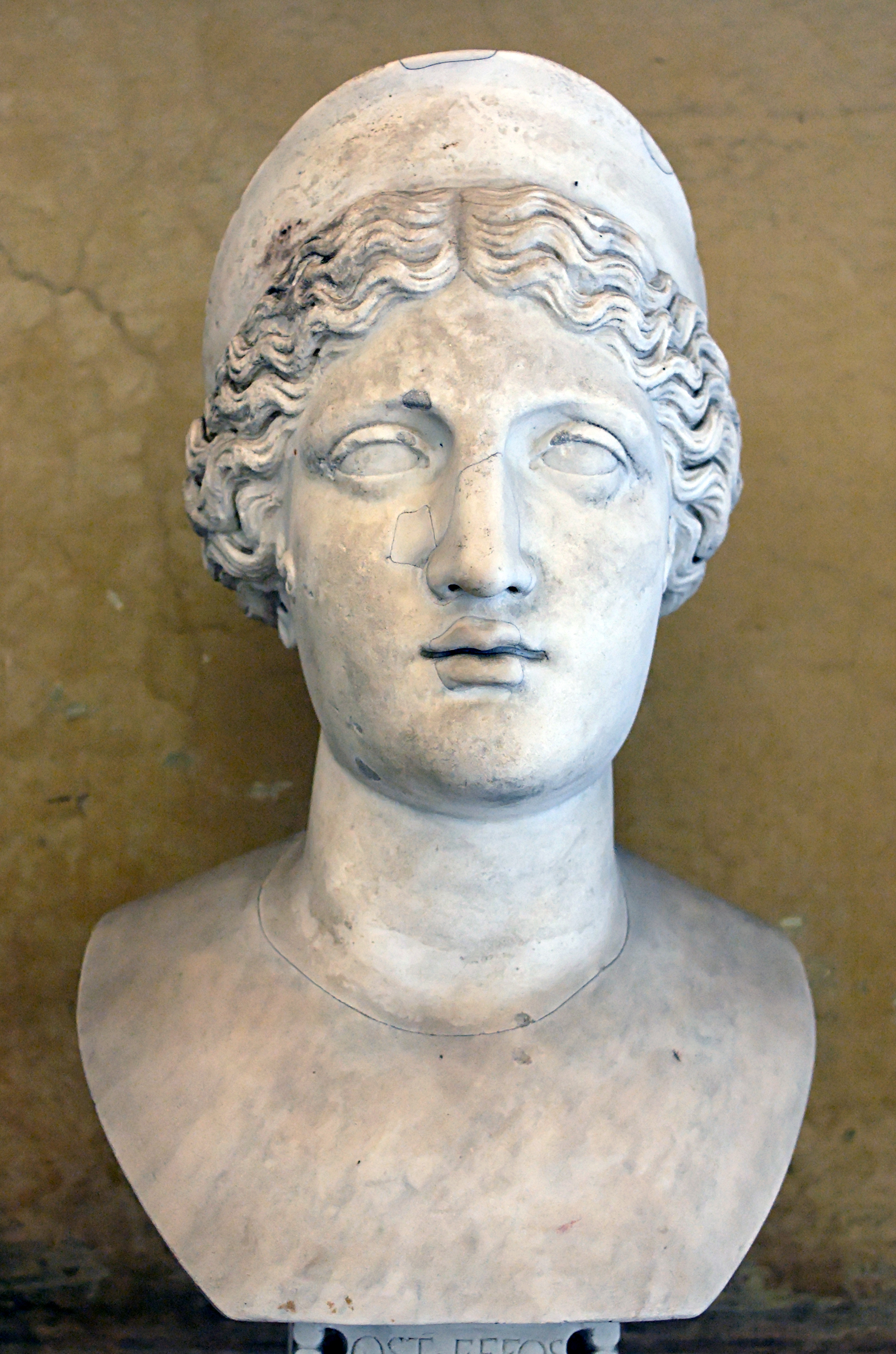
Busto di Hera con diadema - Marmo - Copia romana di epoca imperiale Musei Vaticani

Era era la patrona del matrimonio propriamente detto e rappresenta l'archetipo simbolico dell'unione di uomo e donna nel talamo nuziale, tuttavia non è certo famosa per le sue qualità di madre. I figli legittimi nati dalla sua unione con Zeus sono Ares (il dio della guerra), Ebe (la dea della giovinezza), Eris (la dea della discordia), Efesto (dio del fuoco e dei metalli) ed Ilizia (protettrice delle nascite). Alcuni autori ancora aggiungono a questa lista i Cureti e anche le tre Cariti. Era, resa gelosa dal fatto che Zeus era diventato padre di Atena senza di lei (infatti l'aveva avuta da Metide), per ripicca decise di mettere al mondo Efesto senza la collaborazione del marito. Entrambi però rimasero disgustati al vedere la bruttezza di Efesto e lo scagliarono giù dall'Olimpo. Una leggenda alternativa dice che Era mise al mondo da sola tutti i figli che tradizionalmente sono attribuiti a lei e Zeus, e che lo fece semplicemente battendo il suolo con la mano, un gesto di grande solennità nella cultura greca antica.
Efesto si vendicò del rifiuto subito dalla madre costruendole un trono magico che, una volta che ella vi si sedette, non le permise più di alzarsi. Gli altri dèi pregarono più volte Efesto di tornare sull'Olimpo e liberarla, ma egli rifiutò ripetutamente. Allora Dioniso lo fece ubriacare e lo riportò sull'Olimpo incosciente, trasportandolo con un mulo. Efesto accettò di liberare Era, ma solo dopo che gli fu concessa in moglie Afrodite.

### Era, la nemica di Eracle
Era era la matrigna dell'eroe Eracle, nonché la sua principale nemica. Il nome di Eracle significa letteralmente "gloria di Era", e il motivo di ciò ha avuto varie spiegazioni, sin dall'antichità: forse perché fu a motivo delle persecuzioni di Era che Eracle dovette compiere le sue imprese ed ottenere la gloria, o forse perché fu allattato dalla dea, che può dunque vantarsi di avere allattato un eroe così forte. C'è anche un'altra spiegazione: dopo che Era fece impazzire Eracle, che fuori di sé uccise i propri figli, l'eroe si recò all'oracolo di Delfi, dove la sacerdotessa d'Apollo gli ingiunse di andare a Tirinto dal cugino Euristeo, dove avrebbe dovuto servirlo e compiere tutte le imprese che lui gli avrebbe imposto, e ciò l'avrebbe dovuto fare per la gloria di Era, e da allora in poi si sarebbe chiamato "Eracle", cioè "gloria di Era".
Quando Alcmena era incinta di Eracle, Era tentò di impedirne la nascita facendo annodare le gambe della puerpera. Fu salvata dalla sua serva Galantide che disse alla dea che il parto era già avvenuto, facendola desistere. Scoperto l'inganno, Era trasformò Galantide in una donnola per punizione. Quando Eracle era ancora un bambino, Era mandò due serpenti ad ucciderlo mentre dormiva nella sua culla. Eracle però strangolò i due serpenti afferrandoli uno per mano, e la sua nutrice lo trovò che si divertiva con i loro corpi come fossero giocattoli. Quest'aneddoto è costruito attorno alla figura dell'eroe che stringe un serpente per mano, esattamente come la famosa dea che teneva in mano i serpenti dell'epoca minoica.

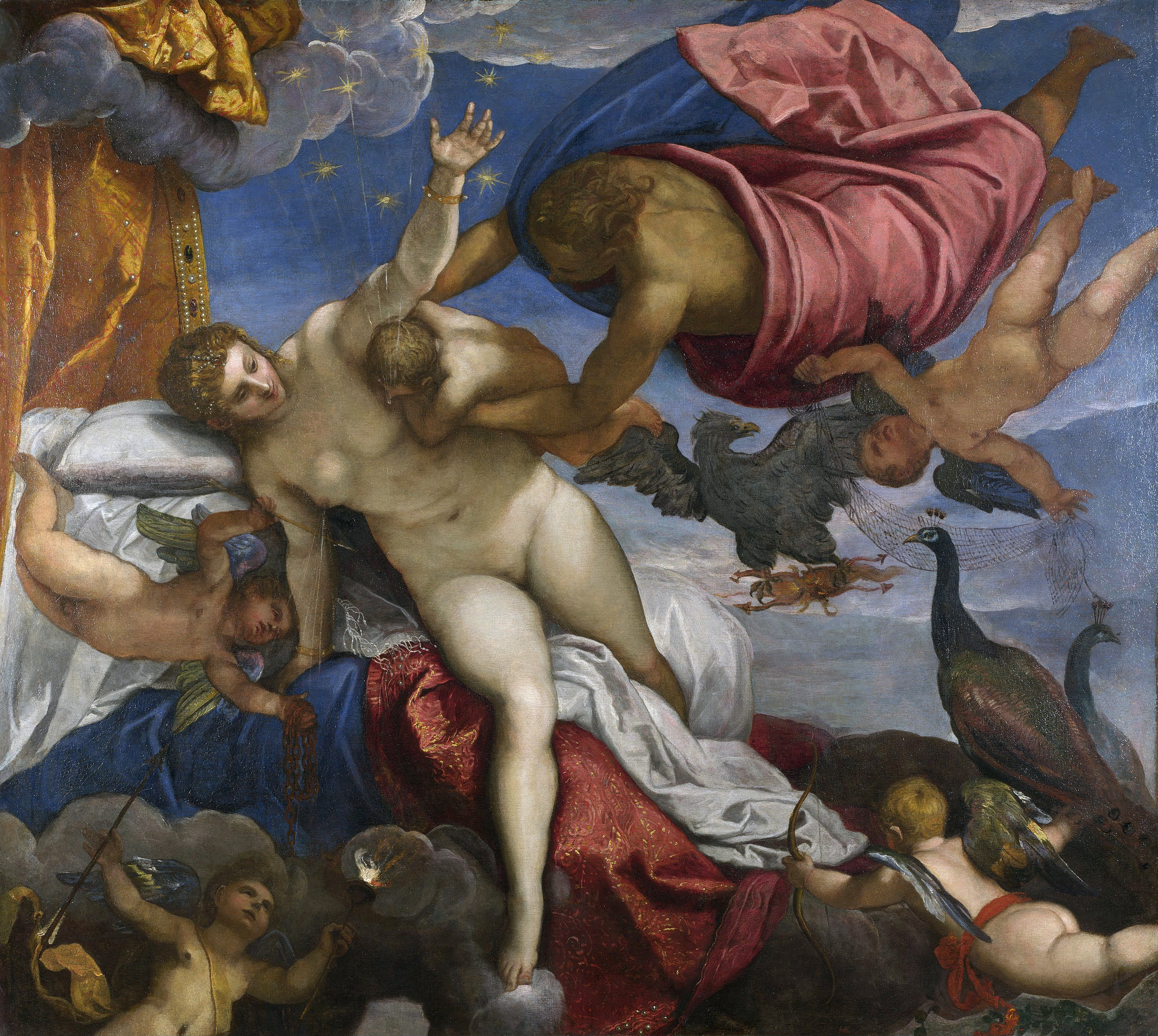
Origine della Via Lattea del Tintoretto

Una descrizione dell'origine della Via Lattea dice che Zeus aveva indotto con l'inganno Era ad allattare Eracle, per renderlo immortale: quando si era accorta di chi fosse, lo strappò via dal petto all'improvviso e uno schizzo del suo latte formò in cielo la striscia di luce biancastra, che ancor oggi possiamo vedere, e che perciò è chiamata "Via Lattea". Un'altra versione afferma che fu Ermes ad avvicinare Eracle al seno di Era, che era addormentata, per fargli bere il latte che lo avrebbe reso immortale. A causa di un morso di Eracle, però, la dea si svegliò e, togliendo repentinamente il seno di bocca ad Eracle, uno spruzzo del suo latte ne fuoriuscì formando la Via Lattea. Gli Etruschi dipinsero un Eracle adulto e già con la barba attaccato al seno di Era.
Era fece in modo che Eracle fosse costretto a compiere le sue famose imprese per conto del re Euristeo di Micene e, non contenta, tentò anche di renderle tutte più difficili. Quando l'eroe stava combattendo contro l'Idra di Lerna lo fece mordere ad un piede da un granchio, sperando di distrarlo. Per causargli ulteriori problemi, dopo che aveva rubato la mandria di Gerione, Era mandò dei tafani per irritare e spaventare le bestie, quindi fece gonfiare le acque di un fiume in modo tale che Eracle non potesse più guadarle con la mandria, costringendolo a gettare nel fiume enormi pietre per renderlo attraversabile. Quando finalmente riuscì a raggiungere la corte di Euristeo, la mandria fu sacrificata in onore di Era. Euristeo avrebbe voluto sacrificare alla dea anche il Toro di Creta, ma Era rifiutò perché la gloria di un simile sacrificio sarebbe andata di riflesso anche ad Eracle che l'aveva catturato. Il toro fu così lasciato andare nella piana di Maratona diventando noto come Toro di Maratona.
Alcune leggende dicono che Era alla fine si riconciliò con Eracle, dato che l'aveva salvata dal gigante Porfirione che tentava di stuprarla durante la Gigantomachia, e la dea, per farsi perdonare dei tormenti dati all'eroe, gli concesse anche come moglie sua figlia Ebe.

### Aneddoti sulla gelosia di Era

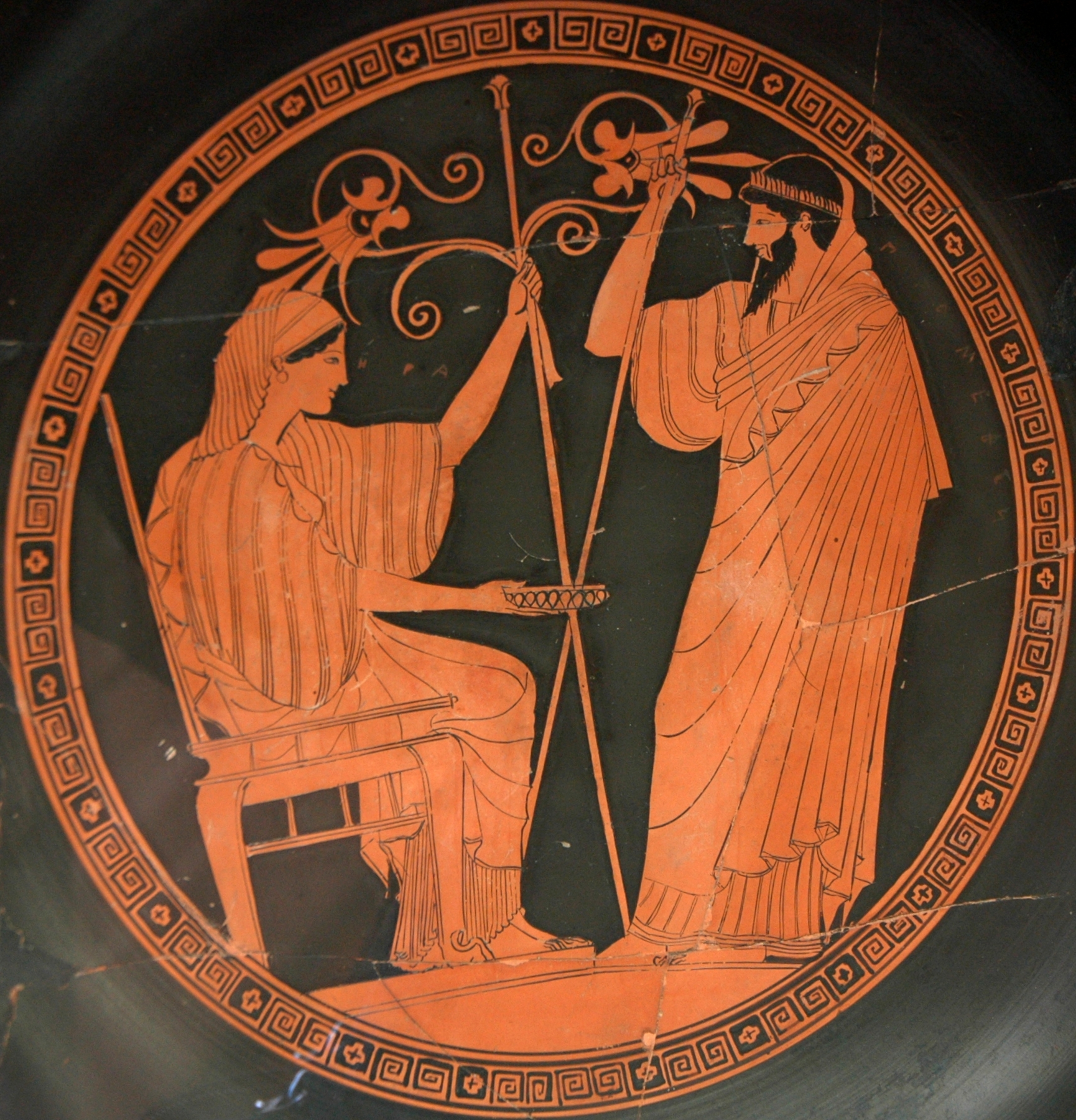
Hera e Prometeo - Decorazione di un kylix a figure rosse - V secolo a.C.

#### Eco
Una volta, Zeus convinse una ninfa di nome Eco a distrarre Era dai suoi amori furtivi. Quando Era scoprì l'inganno condannò la ninfa a non aver più una voce propria e a poter, da allora in poi, soltanto ripetere le parole altrui. Un giorno, Eco incontrò Narciso, il suo vero amore che, sentendosi ripetere le ultime parole che diceva si offese e la lasciò lì a morire per amore.

#### Latona
Quando Era venne a sapere che Latona era incinta di 2 gemelli e che il padre era Zeus, con un incantesimo impedì a Latona di partorire facendo sì che ogni terra ove si recasse risultasse ostile nei suoi confronti. Latona trovò l'isola galleggiante di Delo, che non era né terraferma né una vera e propria isola ed era troppo inospitale per poterla peggiorare. Su questa partorì mentre veniva circondata da cigni. In segno di gratitudine Zeus fissò Delo, che da allora fu sacra ad Apollo, con quattro pilastri. Vi sono anche altre versioni della storia. In una di queste Era rapì la figlia Ilizia, la dea della nascita, per impedire a Latona di cominciare il travaglio, ma gli altri dèi la costrinsero a lasciarla andare. Alcune leggende dicono che Artemide, nata per prima, aiutò la madre a partorire Apollo.

#### Callisto e Arcade
Callisto, una ninfa che faceva parte del seguito di Artemide, fece voto di restare vergine, ma Zeus si innamorò di lei e assunse l'aspetto di Apollo (secondo altre versioni di Artemide stessa) per adescarla e sedurla. Era allora, per vendicarsi del tradimento, diede a Callisto le sembianze di un'orsa. Tempo dopo Arcade, il figlio che Callisto aveva generato con Zeus, quasi uccise per errore la madre durante una battuta di caccia e Zeus, per proteggerli da ulteriori rischi, li mise in cielo trasformandoli nelle due costellazioni dell'orsa minore e dell'orsa maggiore. La caratteristica di queste due costellazioni è che non tramontano mai.

#### Semele e Dioniso
Dioniso era figlio di Zeus e di una mortale. Era, gelosa, tentò di uccidere il bambino mandando dei Titani a fare a pezzi Dioniso dopo averlo attirato con dei giocattoli. Nonostante Zeus fosse riuscito infine a scacciare i Titani con i suoi fulmini, erano riusciti a divorarlo quasi tutto e ne era rimasto solo il cuore salvato, a seconda delle versioni della leggenda, da Atena, Rea, o Demetra. Zeus si servì del cuore per ricreare Dioniso, ponendolo nel grembo di Semele (per questo Dioniso diventò conosciuto come “il due volte nato”). Le versioni della leggenda sono comunque molte e varie.

#### Io

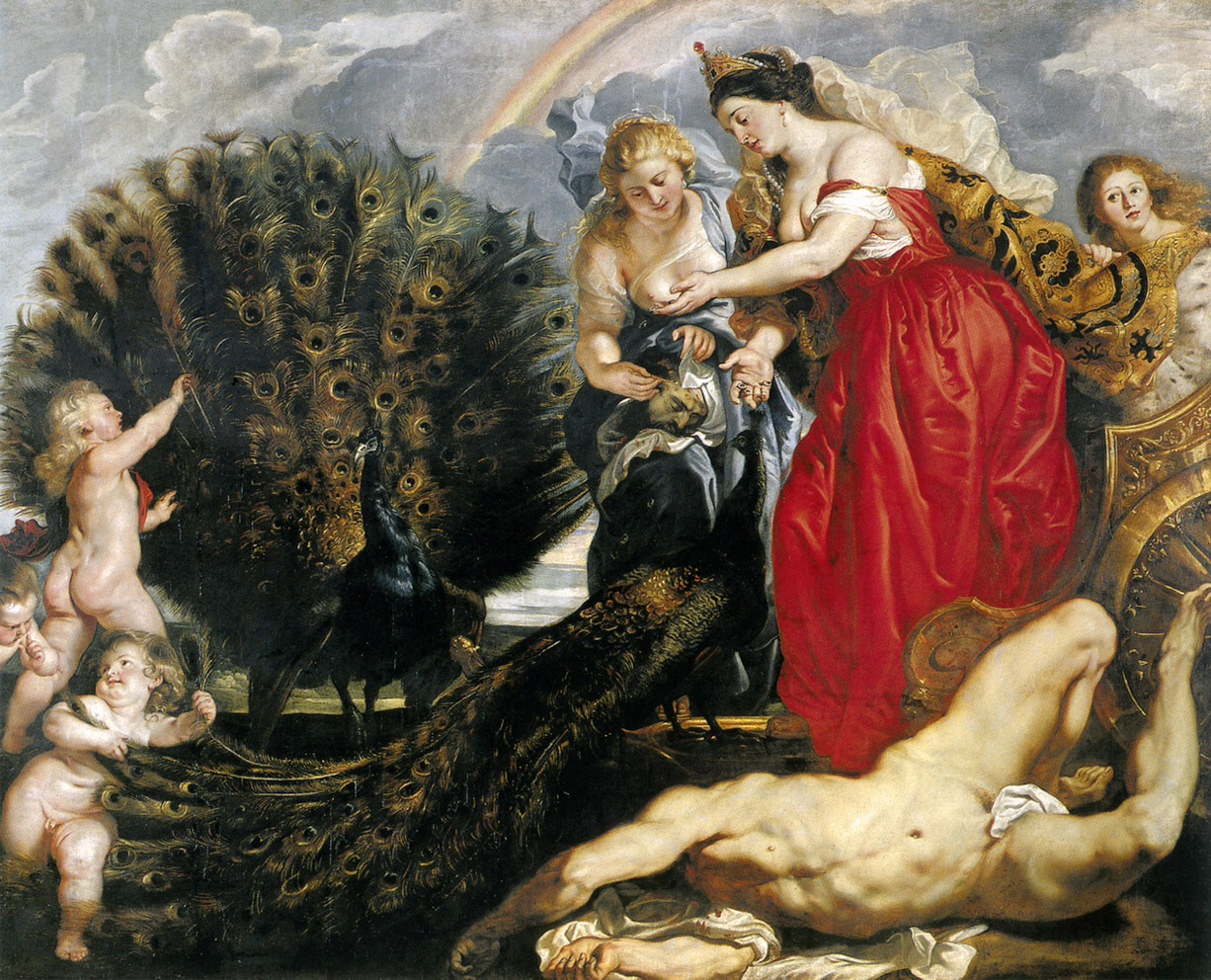
Giunone ed Argo - Peter Paul Rubens - 1620 - Wallraf-Richartz Museum, Colonia

Un giorno Era stava per sorprendere Zeus con una delle sue amanti, chiamata Io, ma Zeus riuscì ad evitarlo all'ultimo, trasformandola in una giovenca bianca. Era, tuttavia, ancora insospettita, chiese a Zeus di darle la giovenca in dono. Una volta ottenutala, Era la affidò alla custodia del gigante Argo, perché la tenesse lontana da Zeus. Il re degli dèi allora ordinò ad Ermes di uccidere Argo, cosa che il dio fece addormentando il gigante dai cento occhi grazie al suono del suo flauto e poi tagliandogli la testa. Era prese gli occhi del gigante e, per onorarlo, li pose sulle piume della coda del pavone, il suo animale sacro. Quindi mandò un tafano a tormentare Io, che cominciò a fuggire per tutto il mondo conosciuto, fino a giungere in Egitto dove, dopo aver partorito il figlio Epafo, riacquistò forma umana.

#### Lamia
Lamia era una regina della Libia della quale Zeus si era innamorato. Era per vendicarsi trasformò la donna in un mostro, ed uccise i figli che aveva avuto da Zeus. Una diversa versione della leggenda dice che Era le uccise i figli e Lamia si trasformò in un mostro per il dolore. Lamia venne anche colpita da Era con la maledizione di non poter mai chiudere gli occhi, in modo che fosse per sempre condannata a vedere ossessivamente l'immagine dei suoi figli morti. Zeus, per consentirle di riposare, le concesse il potere di cavarsi temporaneamente gli occhi e poi rimetterli al loro posto.

#### Gerana
Gerana era una regina dei Pigmei che si vantò di essere più bella di Era. La dea, furibonda, la trasformò in una gru e proclamò solennemente che gli uccelli suoi discendenti sarebbero stati in eterna lotta contro il popolo dei Pigmei.

### Altre leggende su Era

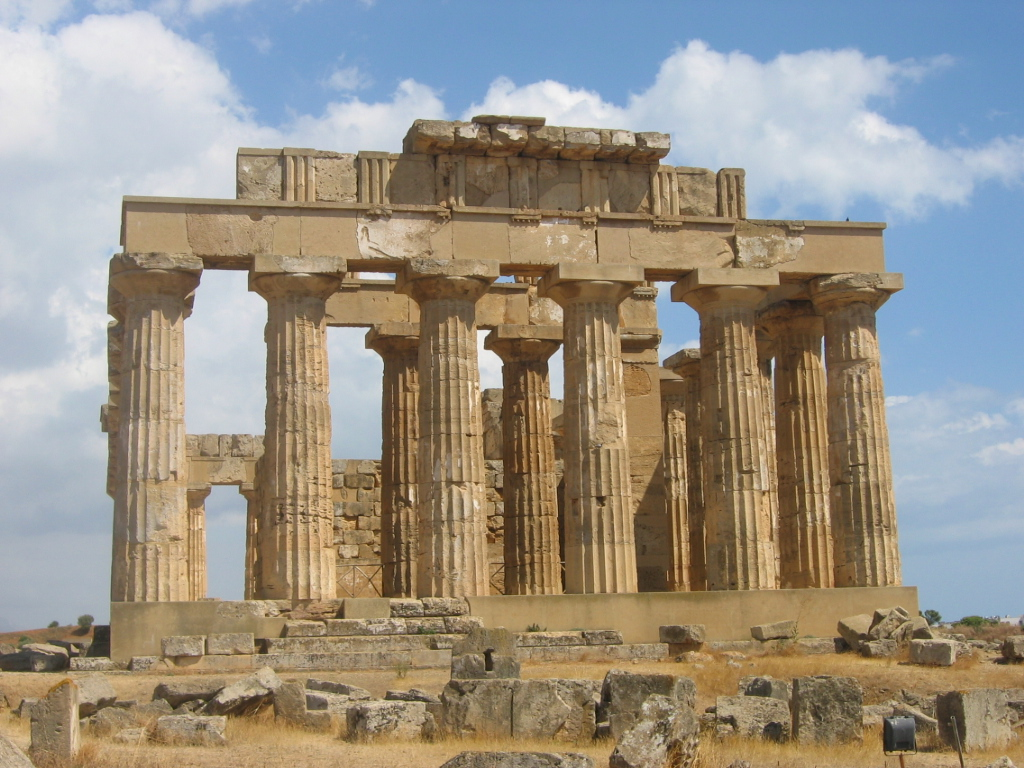
Il tempio di Hera a Selinunte - Magna Grecia

#### Cidippe
Cidippe, una sacerdotessa di Era, doveva partecipare ad una cerimonia in onore della dea. Dato che il bue che avrebbe dovuto essere aggiogato al suo carro non arrivava, i suoi due figli, Bitone e Cleobi, trainarono essi stessi il carro per 8 km per permetterle di prendere parte al rito. Cidippe rimase impressionata dalla loro devozione e chiese ad Era di premiare i suoi figli con il miglior dono che una persona potesse ricevere. Come risposta, Era dispose che i fratelli morissero nel sonno senza soffrire.
La più diffusa interpretazione del significato di questa leggenda è che "nessun uomo è mai così tanto benedetto fino a quando è morto". Questa è la versione della leggenda riferita da Erodoto (Storie 1.31) e che venne usata dall'ateniese Solone per spiegare al Re Creso chi fossero state le persone più felici della storia.

#### Tiresia
Tiresia era un sacerdote di Zeus: quando era giovane si imbatté in due serpenti arrotolati tra loro e, con un bastone, uccise il serpente femmina. Fu allora improvvisamente trasformato in una donna e, cambiato sesso, divenne una sacerdotessa di Era, si sposò ed ebbe dei figli (tra i quali Manto). Altre versioni dicono invece che diventò una famosa ed abile prostituta. Passati sette anni, Tiresia trovò altri due serpenti intrecciati e questa volta uccise il serpente maschio, recuperando il suo sesso originario. A questo punto, dato che era stato sia uomo che donna, Era e Zeus lo convocarono per chiedergli, visto che aveva vissuto entrambi i ruoli, se durante il rapporto amoroso provasse più piacere l'uomo o la donna. Zeus sosteneva fosse la donna, Era naturalmente l'opposto. Quando Tiresia si mostrò propenso a confermare le tesi di Zeus, Era lo accecò infuriata. Zeus allora, non potendo rimediare a ciò che la consorte aveva fatto, per compensarlo del danno gli diede il dono della profezia.
Una versione diversa della leggenda di Tiresia dice che fu invece accecato da Atena per averla vista mentre faceva il bagno nuda, e Zeus gli diede la profezia per le suppliche di sua madre Cariclo.

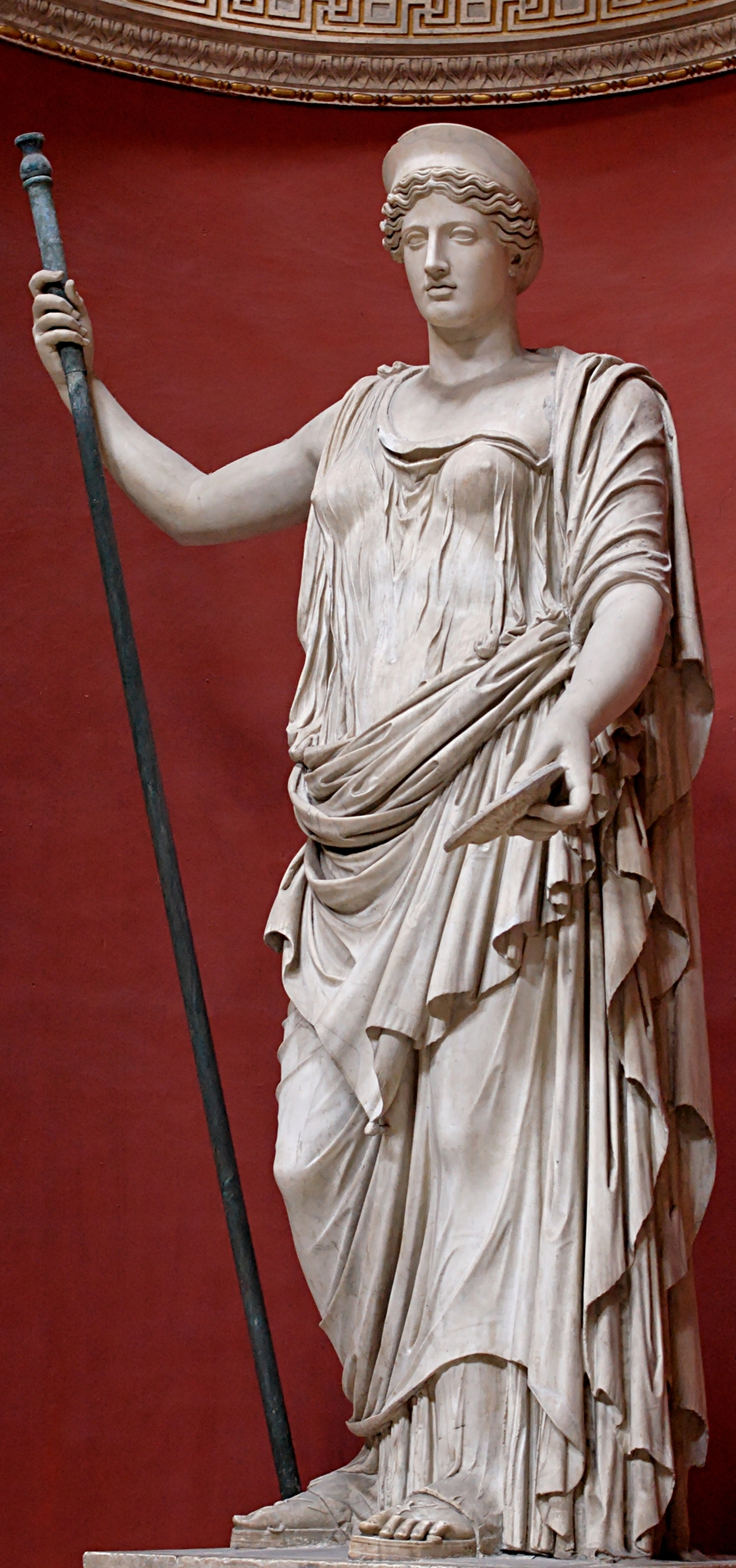
Hera Barberini, Musei Vaticani